# سانتیاگو هویوس
سانتیاگو هویوس (انگلیسی: Santiago Hoyos؛ زادهٔ ۳ ژوئن ۱۹۸۲) بازیکن فوتبال اهل آرژانتین است.
از باشگاه‌هایی که در آن بازی کرده‌است می‌توان به باشگاه ورزشی سن لورنسو آلماگرو و باشگاه فوتبال لانوس اشاره کرد.